# 金武町立嘉芸小学校
金武町立嘉芸小学校（きんちょうりつ かげいしょうがっこう）は、沖縄県国頭郡金武町字屋嘉にある公立小学校である。

## 沿革
- 1890年（明治23年）1月1日 - 嘉芸簡易小学校設立。
- 1893年（明治26年）4月1日 - 金武尋常小学校嘉芸分校と改称。
- 1897年（明治30年）4月1日 - 嘉芸尋常小学校と改称。
- 1919年（大正08年）4月1日 - 嘉芸尋常高等小学校と改称。
- 1939年（昭和14年）
  - 5月 - 校旗樹立。
  - 7月 - 校歌がつくられる。作詞：仲村渠盛和作曲：赤嶺治秀
- 1940年（昭和15年） - 創立50周年記念式典挙行。
- 1941年（昭和16年）4月1日 - 国民学校令により、嘉芸国民学校と改称。
- 1945年（昭和20年）12月5日 - 嘉芸初等学校設立（伊芸区郊外）。
- 1946年（昭和21年）5月 - 伊芸区から屋嘉区に移し、伊芸区に分校を置く。
- 1948年（昭和23年）3月 - 学制改革により、嘉芸小・中学校と改称。
- 1954年（昭和29年）8月 - 屋嘉区は嘉芸小学校から分離、私立屋嘉小中学校とする。
- 1958年（昭和33年）9月1日 - 金武村教育委員会立屋嘉小中学校となる。
- 1959年（昭和34年）9月16日 - 屋嘉小中学校新敷地（現敷地）に移転、西嘉芸小中学校と改称。これまでの嘉芸小学校を東嘉芸小中学校と改称。
- 1961年（昭和36年）4月1日 - 東、西嘉芸小中学校を統合、嘉芸小中学校と改称、旧:西嘉芸小中学校敷地を小学校に、東嘉芸小中学校の敷地を中学校として運営する。
- 1963年（昭和38年）9月28日 - 嘉芸中学校を金武中学校と統合する。
- 1964年（昭和39年）4月1日 - 嘉芸中学校、金武中学校統合式挙行し、この日から嘉芸小学校となる。
- 1965年（昭和40年）3月14日 - 記念図書館落成。
- 1969年（昭和44年）10月20日 - 幼稚園舎落成。
- 1976年（昭和51年）3月31日 - 体育館落成。
- 1977年（昭和52年）11月1日 - 給食室（コンテナ置場）完成。
- 1985年（昭和60年）9月4日 - 防音校舎建築工事着工
- 1986年（昭和61年）
  - 3月25日 - 校舎改築工事完了。
  - 12月15日 - 管理棟・特別教室改造工事起工式挙行。
- 1988年（昭和63年）11月30日 - アスレチック遊具設置工事竣工。
- 1989年（平成元年）
  - 3月25日 - 水泳プール新築工事竣工。
  - 6月18日 - この日開催の運動会を「百周年記念大運動会」として開催。
- 1990年（平成02年）
  - 1月14日 - 創立100週年記念式典挙行し、祝賀会開催。
  - 8月30日 - 創立100周年記念事業誌発行。
- 1992年（平成04年）7月29日 - ランチルーム給食用のテーブル（12台）と椅子（72脚）の設置。
- 1993年（平成05年）
  - 8月13日 - 校歌碑改修工事。
  - 10月25日 - 体育館暗幕の取り付け。
- 1996年（平成08年）
  - 3月16日 - 創立75周年記念木（仲間武義氏贈呈）琉球松を職員室前に移植。
  - 10月17日 - 学校食堂建築工事開始。
- 1997年（平成09年）3月29日 - 学校食堂建築竣工。
- 2010年（平成22年）
  - 1月2日 - 100周年記念事業で埋めたタイムカプセルの開封式挙行。
  - 4月1日 - 特別支援学級開級。
- 2011年（平成23年）5月10日 - 管理棟起工式挙行。
- 2012年（平成24年）
  - 1月20日 - 管理棟へ引っ越し。
  - 1月27日 - 新管理棟落成式挙行。

## 通学区域
- 金武町 伊芸、屋嘉[1]

## 進学先中学校
- 金武町立金武中学校[1]

## 周辺
- 国道331号線
- 金武湾
- 社会福祉法人金武福祉会嘉芸こども園 - 進学前こども園のひとつ。

## アクセス
- 沖縄バス77系統名護東線で、「嘉芸小学校入口」停留所下車。